# Station Ebblinghem
Station Ebblinghem is een spoorwegstation in de Franse gemeente Ebblingem.